# Norbello
Norbello (sardinsky: Norghìddo) je italská obec (comune) v provincii Oristano v regionu Sardinie. Nachází se ve výšce 350 metrů nad mořem a má přibližně 1 100 obyvatel. Rozloha obce je 26,18 km².